# L'Hercule sur la place
L'Hercule sur la place est un roman de l'écrivain Bernard Clavel publié en 1966 aux éditions Robert Laffont.
Ce roman a donné lieu à une adaptation télévisée de René Lucot, avec Martin Trévières.

## Genèse du roman

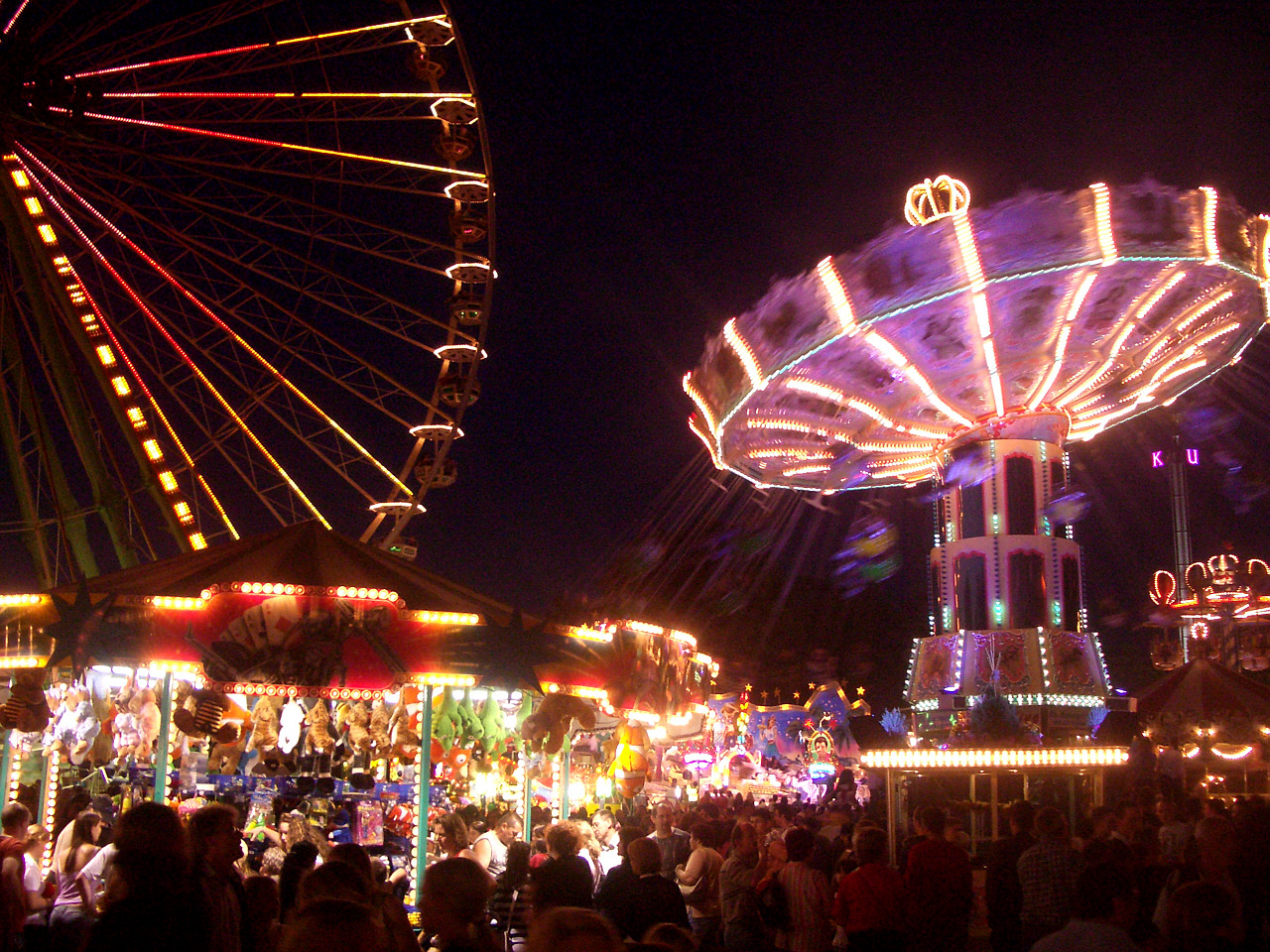
La vogue

Voilà ce que dit Bernard Clavel lui-même de son roman, de cet homme Kid Léon qu'il a bien connu et dont il s'est servi pour camper le héros de son roman :
« Nous avons tous le souvenir de maîtres dont l'enseignement nous a marqués. Quand je cherche parmi les miens, le visage qui s'impose est celui de Kid Léon. Ce n'était pas un philosophe, mais un hercule de place publique. Il n'avait jamais quitté l'école où il avait tout appris ; simplement, il avait fini par passer, sans s'en apercevoir, au rang de ceux qui enseignent.
Cette école était la vie. Elle avait pour cadre la fête foraine. Kid enseignait, par l'exemple, la morale, l'honnêteté, le goût de la lutte loyale pour la vie en un monde où rien n'est facile. En somme, écrivant son histoire, c'est un peu l'aventure de notre amitié que je raconte. Je n'ai rien inventé, mais seulement transposé certains faits pour les plier à la forme de mon récit. »

## Structure

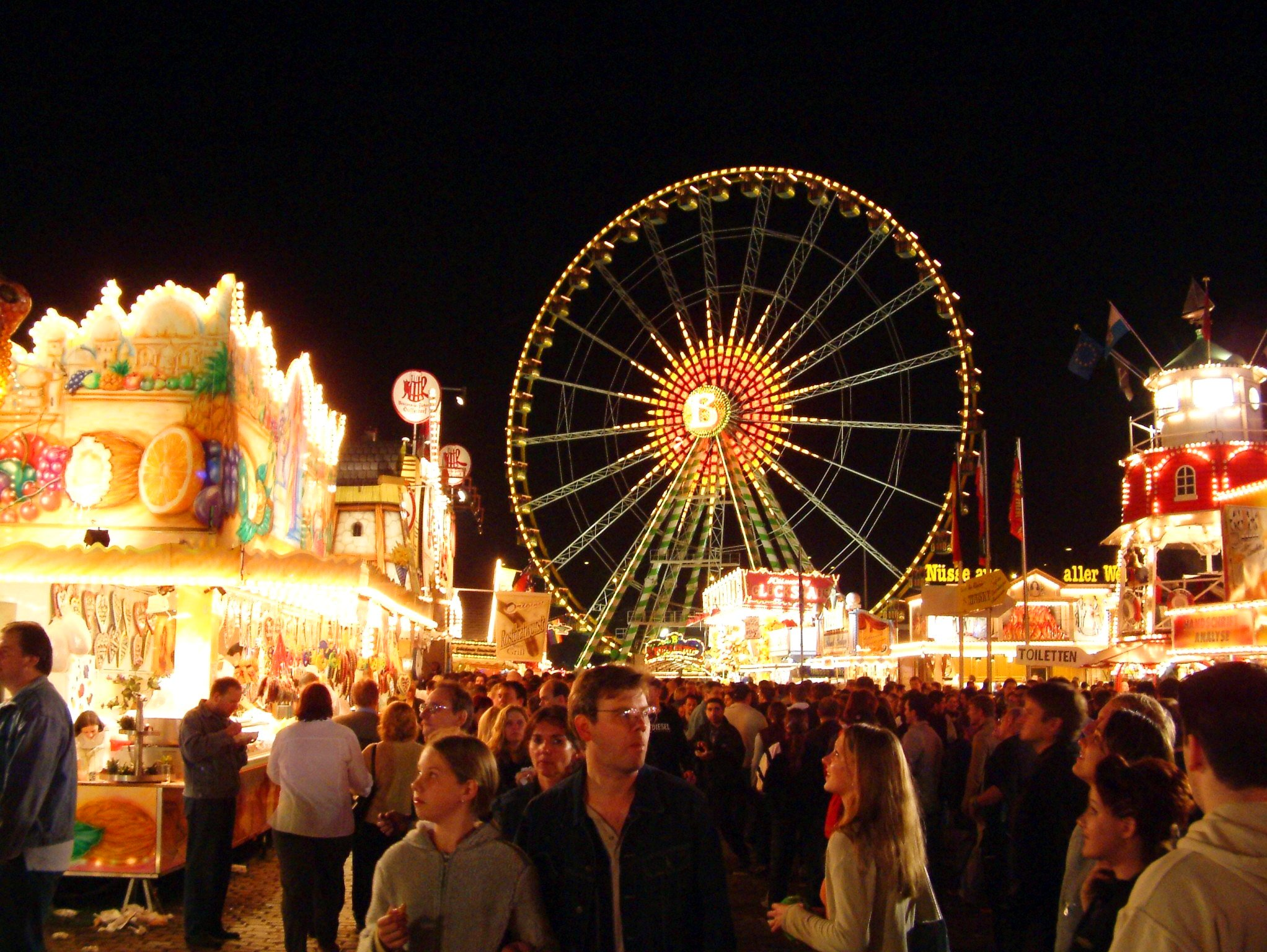
La grande roue

Première partie : Le baron
Deuxième partie : Adieu la vogue
Troisième partie : La belle vie
Quatrième partie : Le diable dans le bocal
Cinquième partie : L'évasion
Épilogue
Bernard Clavel a placé en exergue cette citation de Dostoïevski :
« Un être qui s'habitue à tout, voilà je pense, la meilleure définition qu'on puisse donner de l'homme. »

## Présentation générale

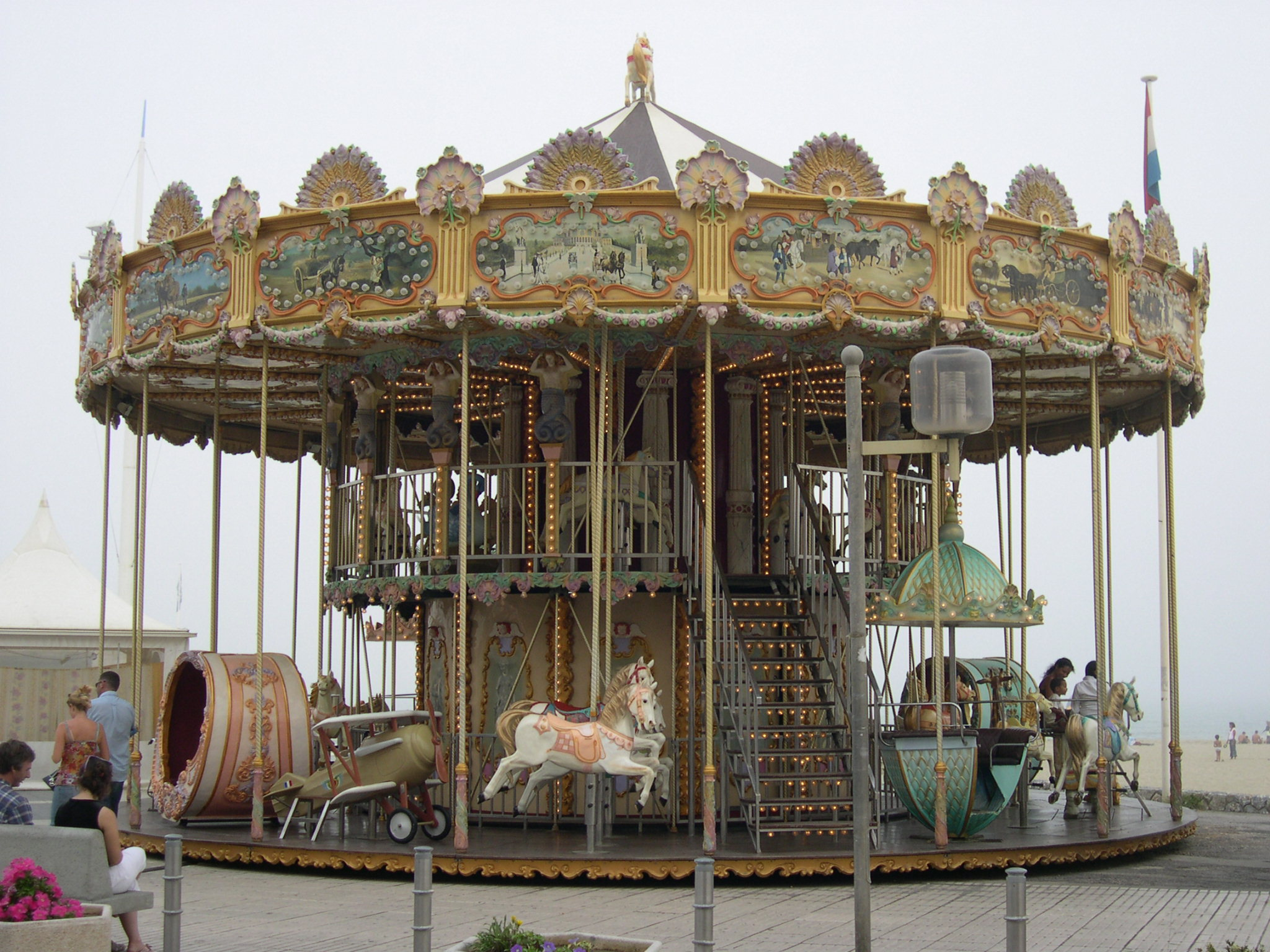
Manège à l'ancienne

La vie de Kid léon, entre baraque foraine et exhibitions dans les foires, est difficile mais elle lui apporte ce qui est sans doute pour lui le plus précieux : la liberté. Être son maître, faire ce qui lui plaît. Les contraintes, il les vit tous les jours, les contreparties, il les connaît bien et s'en glorifie parfois : pas d'attaches, pas de femmes, pas d'enfants.
La vie de Pierre Vignaud, entre errance et petits larcins, est difficile aussi, une vie qui aurait pu le conduire en prison comme son ami Guy ou pis encore au meurtre, à l'irrémédiable, comme les trois adolescents de son roman Malataverne. Partir, c'est aller à l'aventure, juste ce qu'il faut à Pierre pour qu'il suive une autre route et trouve d'autres raisons de vivre.
Tous deux vont conjuguer leur soif de liberté au hasard des foires de villages : c'est ce qui les rapproche, eux qui sinon sont si différents.
Mais le passé va les rattraper : Kid Léon va rester à Lyon, fidèle à sa vieille amitié pour Gégène qui meurt en laissant sa famille dans le besoin, Pierre pour Diane et l'enfant qu'elle porte. Fidélité à ceux qu'ils aiment et à l'image qu'ils ont d'eux-mêmes.

## Contenu et résumé

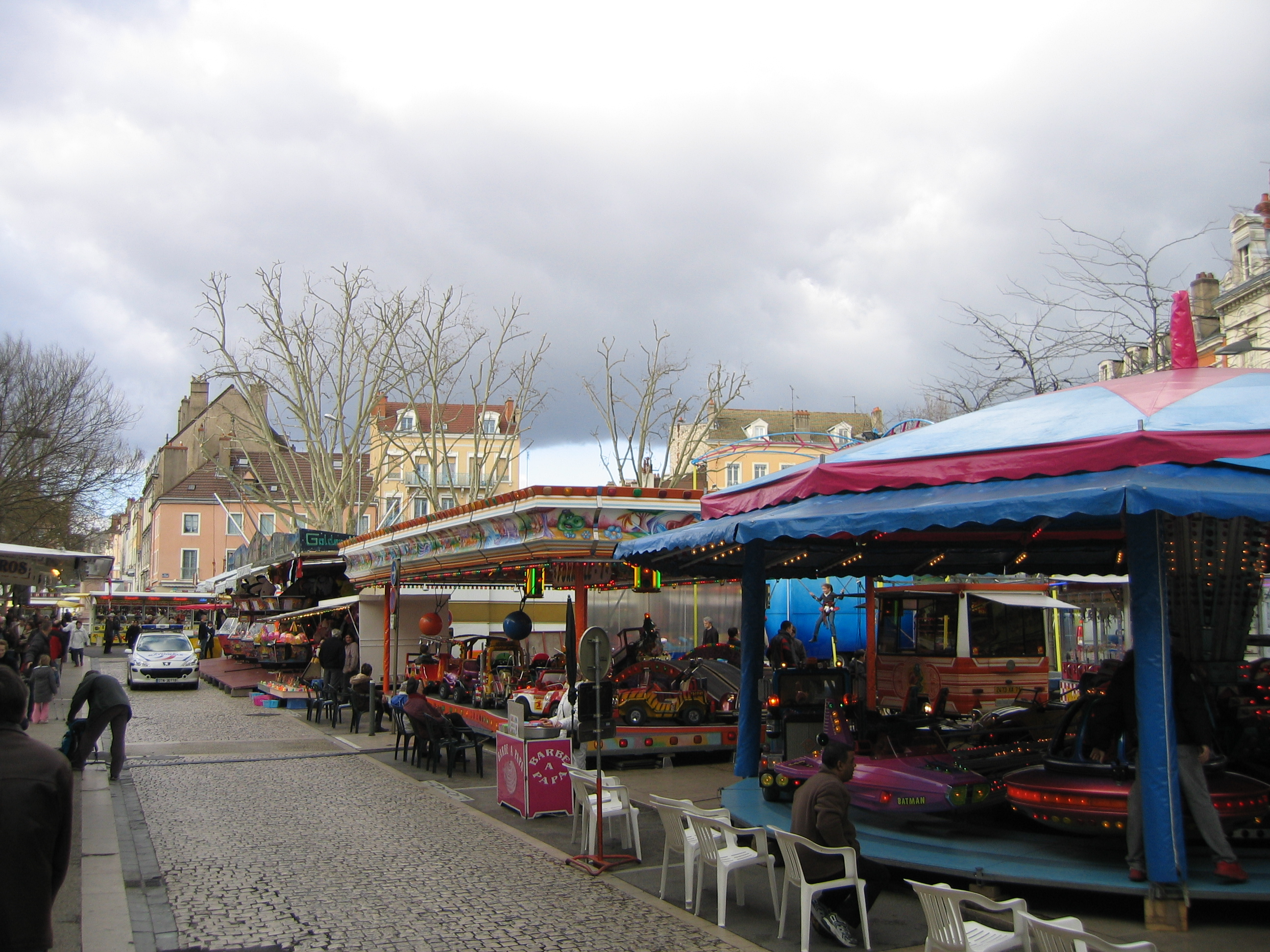
La vogue à Chalon

La fête foraine s'est installée sur cette place de Vienne où le client se fait rare. Temps pourri : le vent souffle par rafales, la pluie tenace tombe drue, quelques badauds rôdent autour du stand de tir et des manèges. Une vraie catastrophe pour les forains, pour la baraque de Pat Carminetti qui vit là avec le père invalide, sa femme Tine et sa fille Diane. Il dirige une équipe de costauds qui pratiquent haltères, lutte et boxe. Le clou du spectacle est sans doute la séance de catch entre Kid Léon et son partenaire le vieux Tiennot.
Un soir de mai, Pierre Vignaud, avec son ami Guy Lemoine, va se noyer dans l'atmosphère de la fête foraine. Ils rôdent dans la vogue, comme on dit par ici, guettant une occasion pour se faire un peu d'argent ou au moins trouver à manger. Ils sont en cavale, alors la première roulotte venue est la bonne mais les choses tournent mal, Guy s'enfuit et Pierre tombe entre les mains de Kid Léon. C'est un costaud bonne pâte, un Modeste à la Brassens, qui prend Pierre sous son aile et le forme comme partenaire. Pierre hésite, rester, partir, c'est un peu son destin qui se joue, même s'il n'en a guère conscience. Mais le dernier jour à Vienne, c'est le drame : une corde lâche et le vieux Tiennot valdingue dans le public.
À Lyon, ils s'installent sur le cours de Verdun face à la gare de Perrache. Tout va mal : aucun partenaire valable pour remplacer Tiennot, Pat Carminetti boit de plus en plus et le grand copain Gégène de Kid n'en a plus pour très longtemps. Alors, Kid Léon et Pierre reprennent la route, s'arrêtent à Bourg-en-Bresse donnant un spectacle sur le champ de foire puis dans les villages bressans. Pierre en bave pour apprendre le métier, ce n'est pas de tout repos mais Pierre s'y habitue au fil des villages où ils s'arrêtent pour donner leur spectacle.

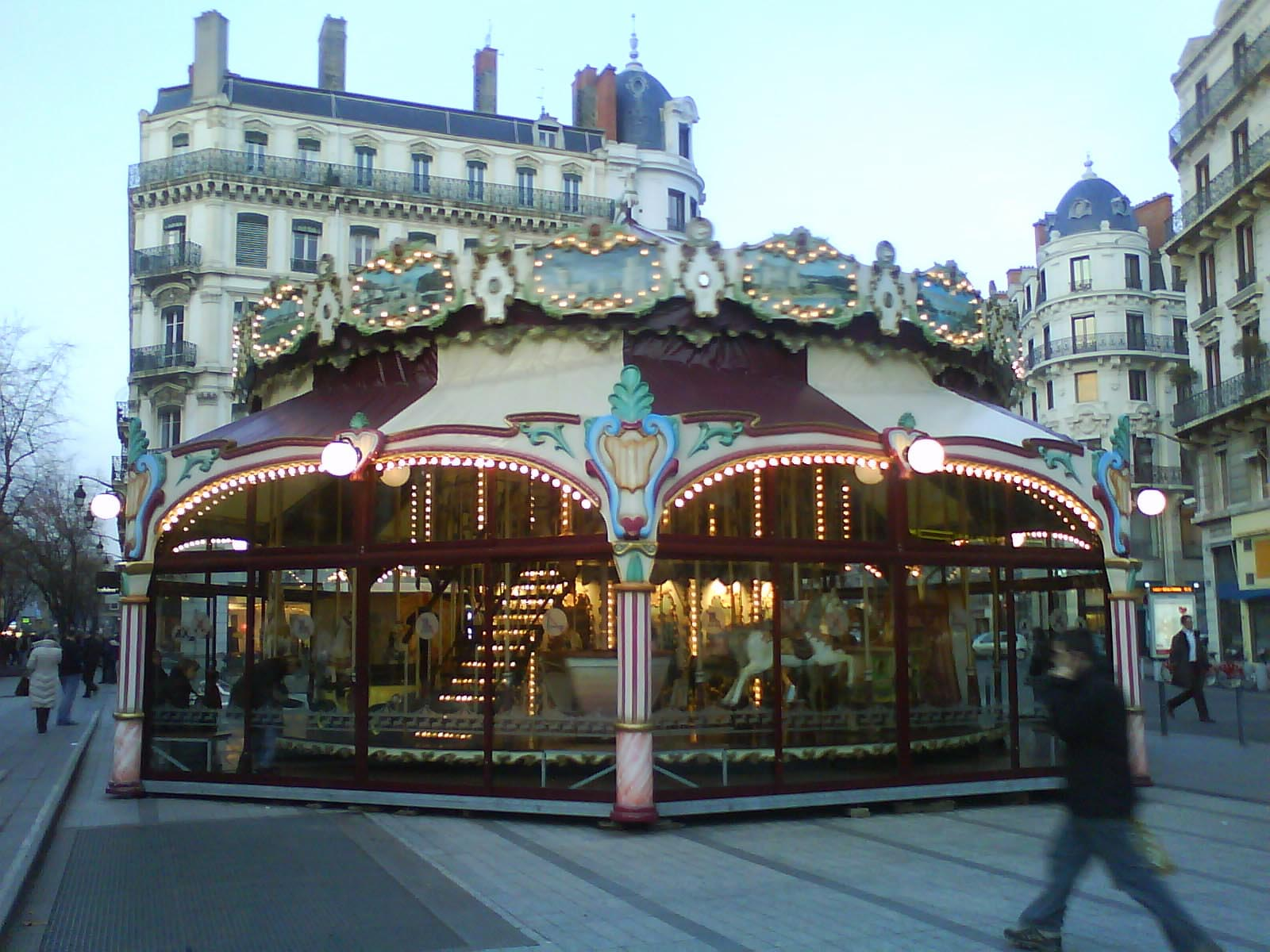
Manège à Lyon

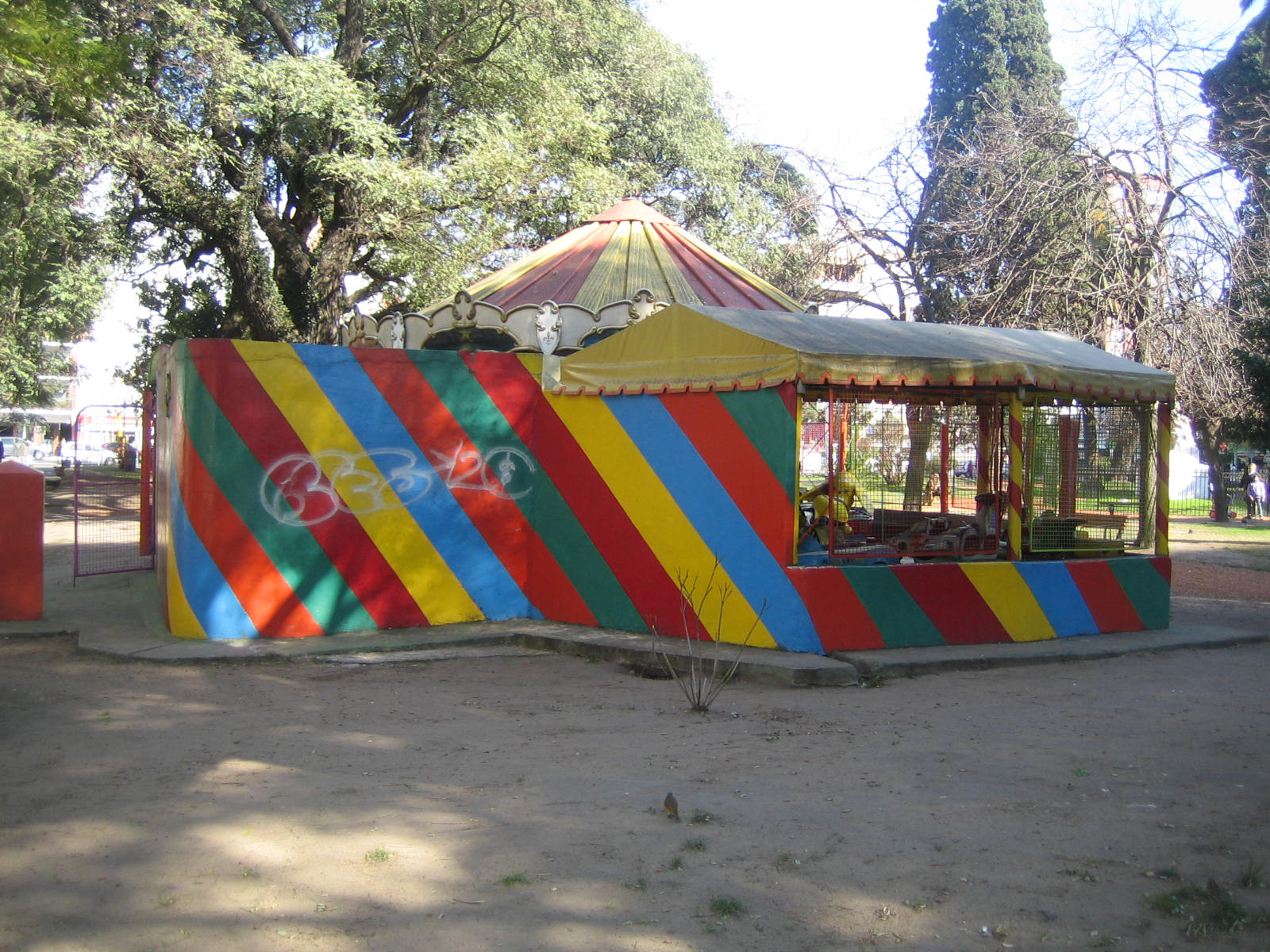
Baraque foraine

Mais il faut qu'ils rentrent à Lyon, Gégène étant au plus mal, pour aider sa femme et ses enfants. Ils ne peuvent qu'assister à ses derniers instants. Fini le combat avec le forgeron de Louhans, ils vont reprendre la baraque de Pat Carminetti, incapable maintenant de s'en occuper. Leur soif de liberté a buté sur l'amitié que Kid Léon porte à Gégène et l'amour de Pierre pour Diane et l'enfant qu'elle porte. Kid Léon est philosophe : « Dans la vie, faut jamais faire de projets » dit-il à Pierre. Angèle, la femme de Gégène, a bien deviné le dilemme de Kid Léon : « Tu regrettes de rester là. De perdre ta liberté » lui dit-elle pour ajouter qu'il ne doit pas se sentir lié. Rester, s'attacher, aimer ou partir à la recherche de ses rêves, tentation qu'a aussi connue Pierre de quitter le 'petit hercule' et de rejoindre la route nationale qui l'emporterait vers une autre vie. Pour Pierre, la liberté devait se situer quelque part entre cette errance précaire qu'il avait connue avec Guy et la grisaille de 'l'usine de verres', « un monde triste et dur. Un monde monotone. » Quand Kid lui avait rappelé sa vie d'alors, son sang ne fit qu'un tour : « N'importe quoi, mais pas cette vacherie-là » lui rétorqua-t-il.
Pour Kid Léon, la liberté est aussi dans sa tête, celle de réaliser un jour un autre rêve, avec Pierre et les siens, Angèle et ses enfants : monter un petit cirque et repartir tous ensemble à l'aventure dans les villes et les villages de la région.

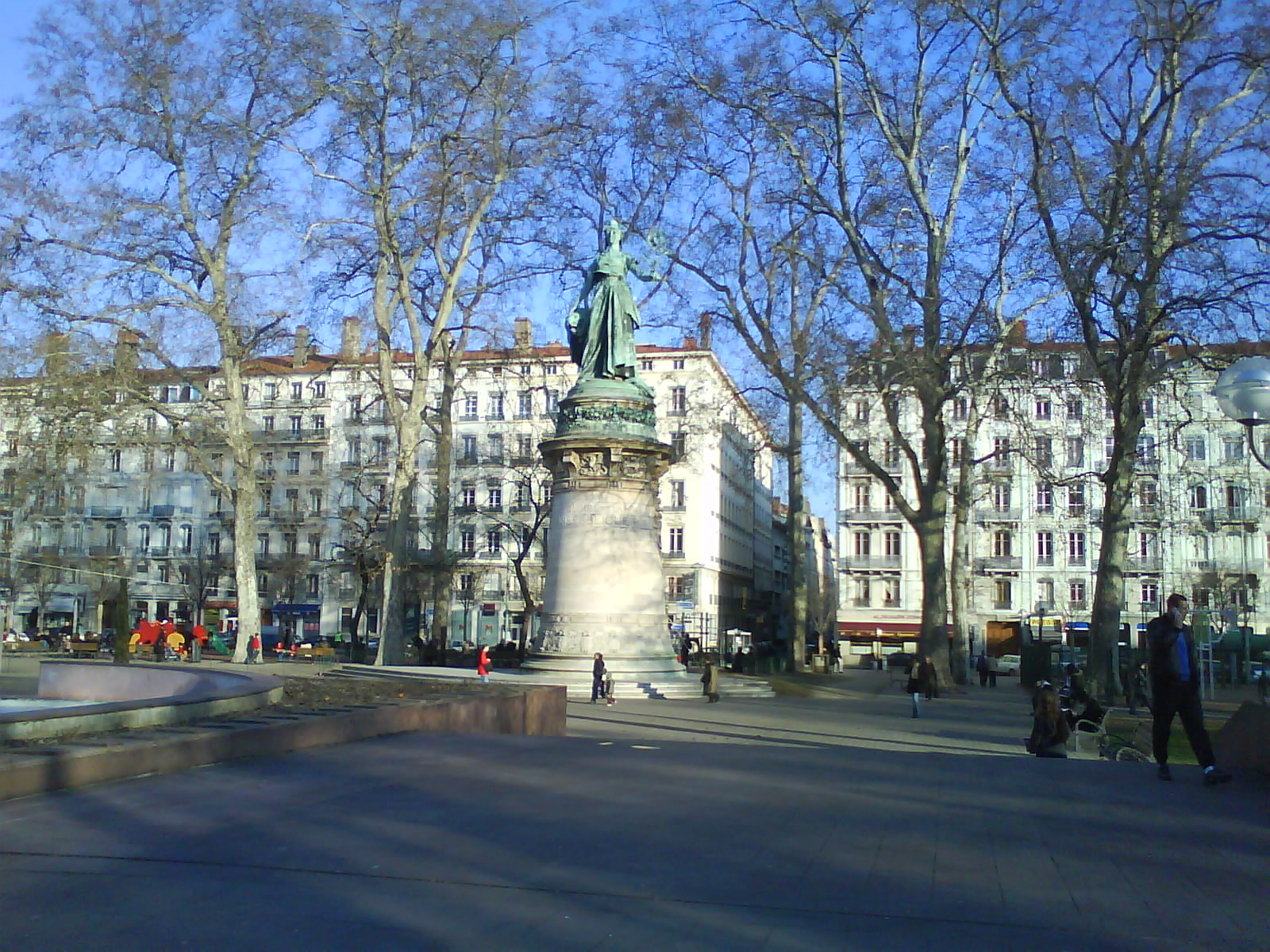
Lyon-Perrache : place Carnot
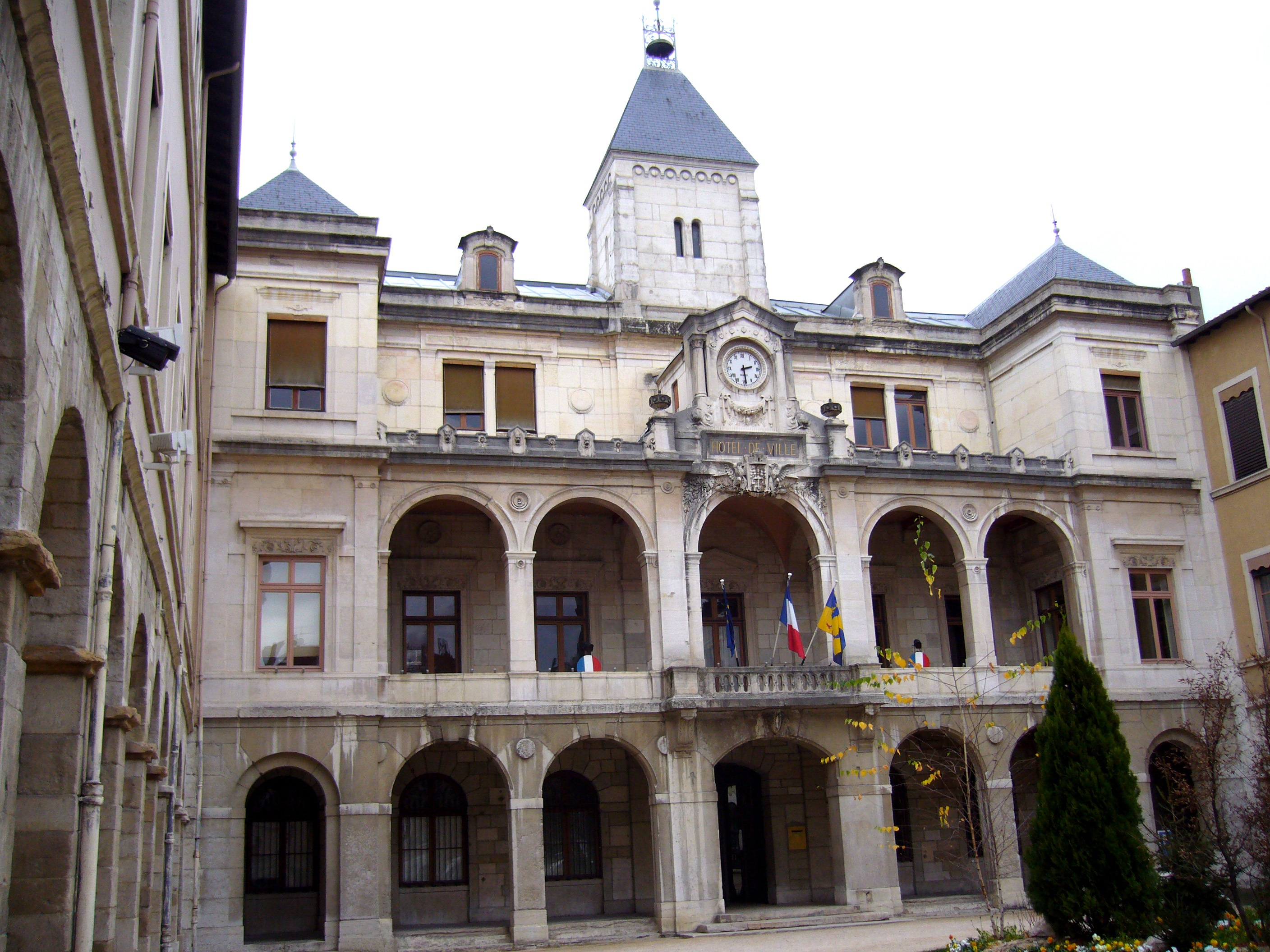
Vienne, centre ville, la mairie
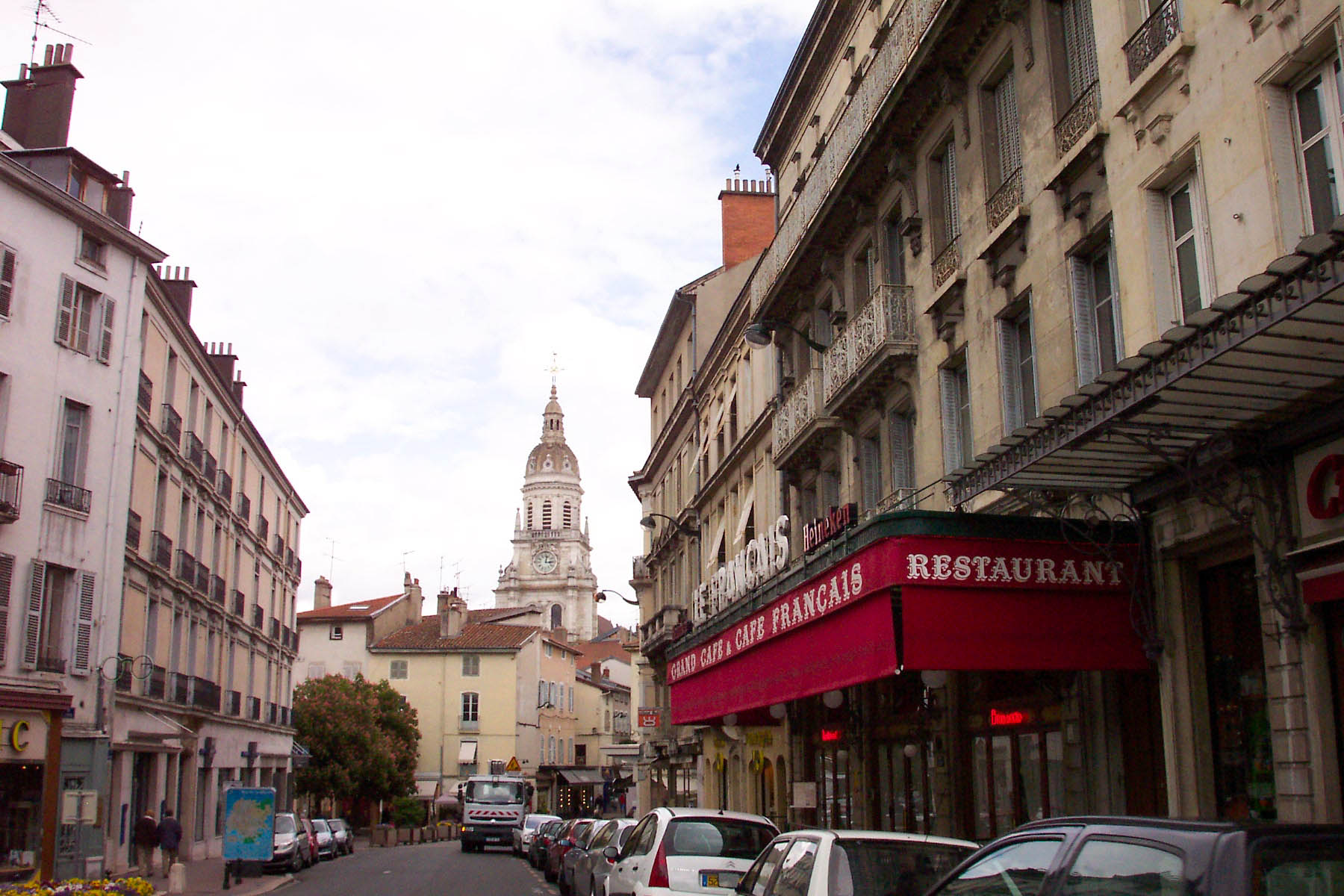
Bourg, Avenue Alsace-Lorraine et l'église Notre-Dame
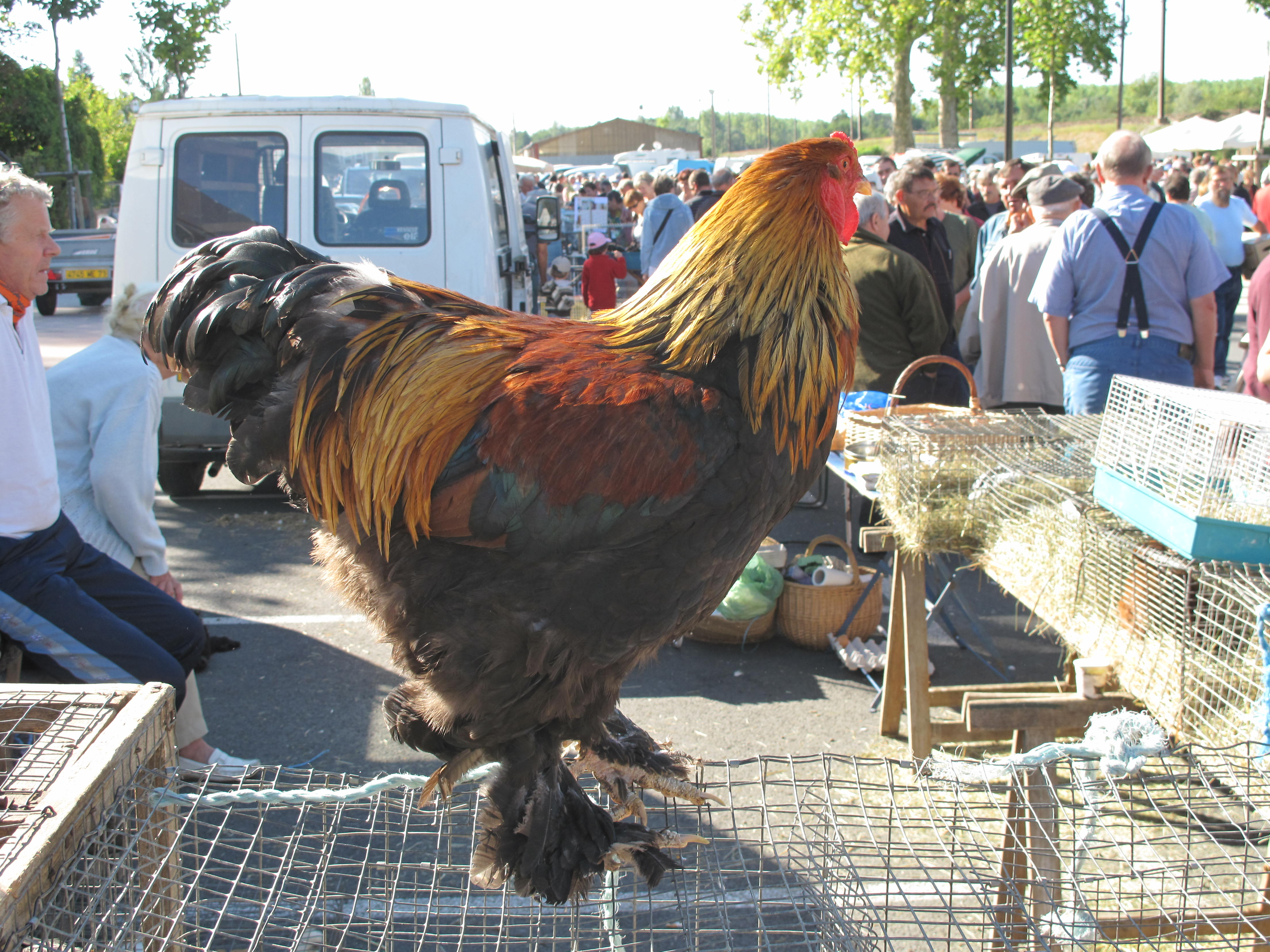
Le marché de Louhans

## Commentaires
Présentation extraite de l'édition J'ai LU :

« Un roman de Bernard Clavel ne se raconte pas en quelques lignes : il faut le vivre. Se laisser emporter par cette voix, une des rares parmi celles des écrivains de notre temps, qui sache parler sans une fausse note de ces choses toutes simples : l'amour et la peine des hommes. »
Commentaire extrait de Rats de bibio-net :

« De fait, 'L'Hercule sur la place' raconte comment on se bonifie au contact des gens profondément humains, et qui réalisent ce tour de force : demeurer bons et
honnêtes, malgré les embêtements de tous ordres que génère le quotidien. »